# Shady Grove (condado de McIntosh)
Shady Grove es un lugar designado por el censo ubicado en el condado de McIntosh en el estado estadounidense de Oklahoma. En el Censo de 2010 tenía una población de 194 habitantes y una densidad poblacional de 14,99 personas por km².

## Geografía
Shady Grove se encuentra ubicado en las coordenadas 35°26′3″N 95°24′28″O / 35.43417, -95.40778. Según la Oficina del Censo de los Estados Unidos, Shady Grove tiene una superficie total de 20.83 km², de la cual 20.8 km² corresponden a tierra firme y (0.12%) 0.03 km² es agua.

## Demografía
Según el censo de 2010, había 194 personas residiendo en Shady Grove. La densidad de población era de 14,99 hab./km². De los 194 habitantes, Shady Grove estaba compuesto por el 71.13% blancos, el 1.55% eran afroamericanos, el 17.01% eran amerindios, el 0.52% eran asiáticos, el 0% eran isleños del Pacífico, el 0% eran de otras razas y el 9.79% pertenecían a dos o más razas. Del total de la población el 0.52% eran hispanos o latinos de cualquier raza.